# Phacodes tenuitarsis
Phacodes tenuitarsis är en skalbaggsart som beskrevs av Francis Polkinghorne Pascoe 1871. Phacodes tenuitarsis ingår i släktet Phacodes och familjen långhorningar. Inga underarter finns listade i Catalogue of Life.